# Riyavaroa wagneri
Riyavaroa wagneri är en insektsart som beskrevs av Irena Dworakowska 1993. Riyavaroa wagneri ingår i släktet Riyavaroa och familjen dvärgstritar.
Artens utbredningsområde är Nepal. Inga underarter finns listade i Catalogue of Life.